# Ванхонакер, Вилфрид
Ви́лфрид Ванхо́накер (нидерл. Wilfried R. Vanhonacker, род. 4 марта 1954, Ауденарде, Восточная Фландрия) — учёный в области маркетинга, а также эксперт по ведению бизнеса в Китае и странах с быстрорастущей экономикой, имеет степень PhD университета Пердью.

## Биография
Вилфрид Ванхонакер с 2007 по 2011 год работал деканом Московской школы управления Сколково.
Вилфрид Ванхонакер сыграл ключевую роль в становлении и развитии Китайско-европейской международной бизнес-школы в Шанхае (CEIBS), деканом и проректором которой он являлся с 2001 по 2002 годы. Во время работы в CEIBS Вилфрид Ванхонакер создал и возглавил руководство первой программой EMBA в Китае. C 1985 года Вилфрид Ванхонакер занимается исследовательской деятельностью, а также консультированием по вопросам ведения бизнеса.
Вилфрид Ванхонакер преподавал в таких бизнес-школах, как INSEAD, Франция, где он занимал пост Директора программы PhD, и бизнес-школе при Гонконгском университете науки и технологий, где работал в должности заведующего кафедрой и академического директора программы «Meeting China Challenge Program». Карьеру в сфере бизнес-образования Вилфрид Ванхонакер начал в качестве доцента Высшей Школы Бизнеса при Колумбийском Университете.
Вилфрид Ванхонакер — автор многочисленных научных публикаций и книг. Наиболее известными из них являются The China Casebook (2004) и статья о стратегиях выхода на рынок Китая, опубликованная в журнале Harvard Business Review в 1997 году. Приоритетными направлениями в исследовательской деятельности Вилфрида Ванхонакера являются моделирование потребительских предпочтений и потребительского поведения, а также повышение лояльности бренда в странах с развивающейся экономикой.

## Публикации
- Vanhonacker, Wilfried R. «История успеха Китая» = «The China casebook» (англ.). — xviii, ill., maps; 24 cm.. — Singapore: McGraw Hill Education[англ.], 2004. — 350 p. — ISBN 0071237623.
- Vanhonacker, Wilfried R. «Необработанные бриллианты. Переосмысление того, как мы обучаем будущие поколения» = «Rough Diamonds: Rethinking How We Educate Future Generations» (англ.). — 1st (216x140x13 mm; 281 g). — Houndstooth Press, 2021. — 218 p. — ISBN 9781544518558.
- Noel Capon, Wilfried R. Vanhonacker. «Сборник примеров азиатского маркетинга» = «The Asian Marketing Casebook» (англ.). — McGraw Hill Education[англ.], 1999. — 958 p. — ISBN 0137955502. — ISBN 9780137955503.
- Lydia J. Price, Wilfried R. Vanhonacker. Recursive least-squares approach to dm a transferability: exposition an numerical results Архивная копия от 26 октября 2021 на Wayback Machine. Fontainebleau, France.